# Дворец Гаджи Гулулар
Дворец Гаджи Гулулар (азерб. Hacıquluların malikanəsi) — историко-архитектурный памятник в городе Шуша. Дворец был построен в 1849 году в квартале (мехелле) Чухур города Шуша по заказу купца второй гильдии Гулу Мухаммедали оглу.
В настоящее время сохранились только некоторые части стен.

## История

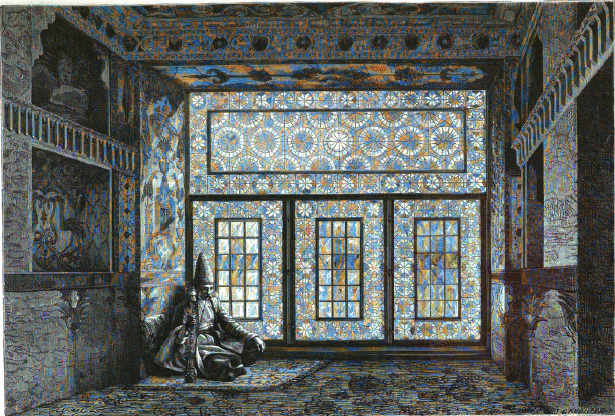
Интерьер одной из гостиных комнат с окном-шебеке дворца на рисунке Василия Верещагина 1865 года

Имение было построено в квартале (мехелле) Чухур города Шуша по заказу купца второй гильдии Гулу Мухаммедали оглу. Строительство было начато в 1849 году. Гаджи Гулу, некогда служивший Джафаргулу хану Мухаммедгасан оглу Сарыджалы-Джаванширу, впоследствии занялся торговлей. Со временем он стал одним из состоятельных купцов города Шуша.
Имение, известное как дворец Гаджи Гулу, отличалось своим архитектурным стилем и национальным колоритом. Во дворце было 46 комнат и два больших гостевых зала. На рисунке русского художника В. В. Верещагина, посетившего Шушу в 1865 году, изображён один из этих залов.
Во время боев за город в 1992 году, имение Гаджи Гулу подверглось артиллерийскому огню, в результате чего были разрушены его стены. В настоящее время некоторые части стен сохранились.

## Архитектурные особенности
Трёхэтажный дом в плане имеет форму вытянутого прямоугольника. Лестница соединяет служебные помещения первого этажа со столовой и жилыми помещениями второго этажа. Третий этаж здания состоит из большого зала и расположенных рядом с ним гостевых комнат. На фасаде, выходящем во двор, расположена открытая трёхэтажная веранда. К веранде ведёт лестница, построенная на тыльной стороне дома.
Комнаты построены в соответствии с их служебным предназначением. Наряду с большой гостиной в виде холла, что характерно для богатых шушинских домов, столовая и спальная комнаты также имеют архитектурные формы, соответствующие профилю их использования. Связь с первым этажом осуществляется через парадную лестницу и лестницу для прислуги.
В отличие от большинства шушинских домов и дворцов, в имении Гаджи Гулу было установлено немалое количество больших окон, расположенных на всех фасадах здания. Все окна выполнены
в стиле шебеке.

## Фотогалерея

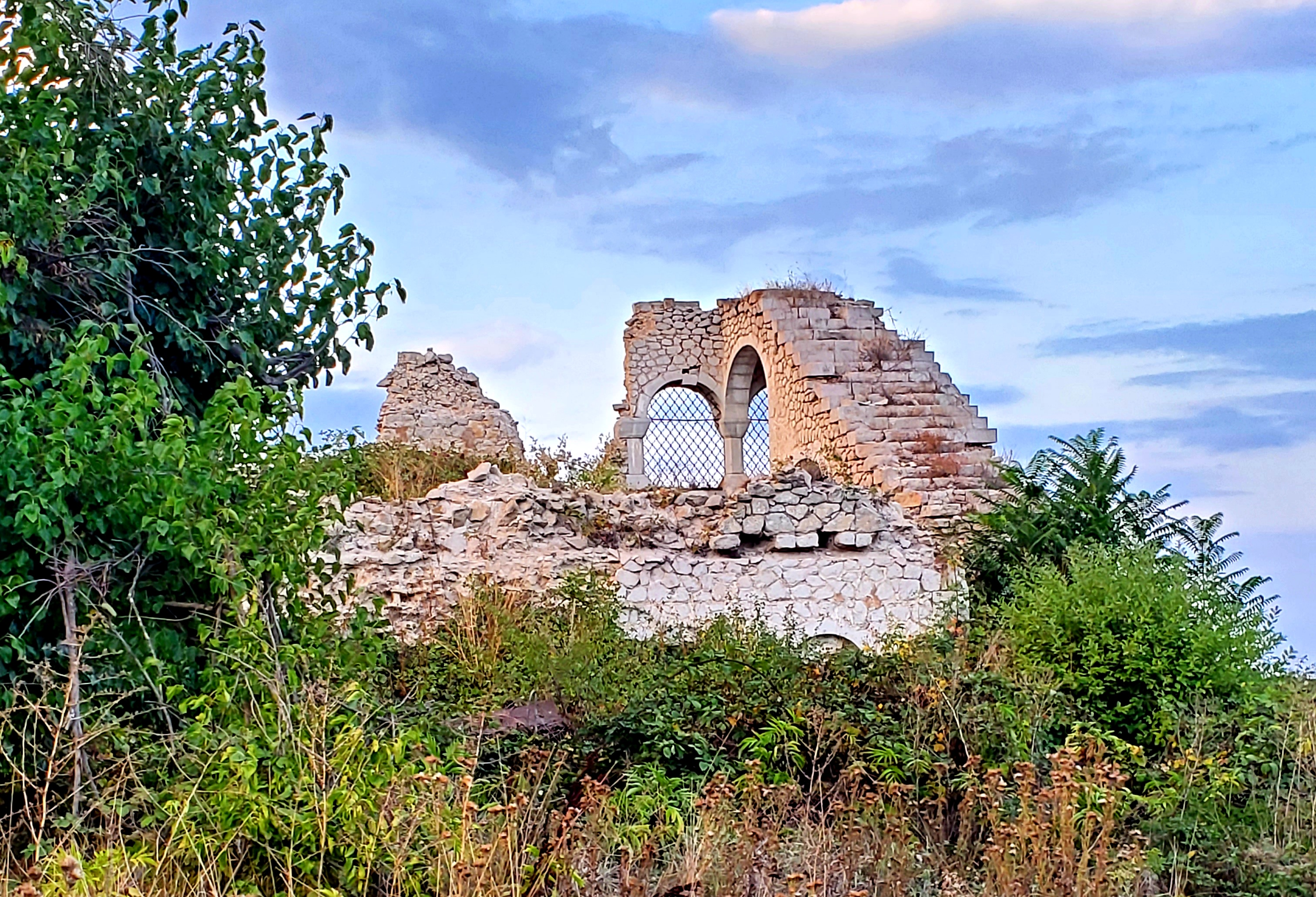
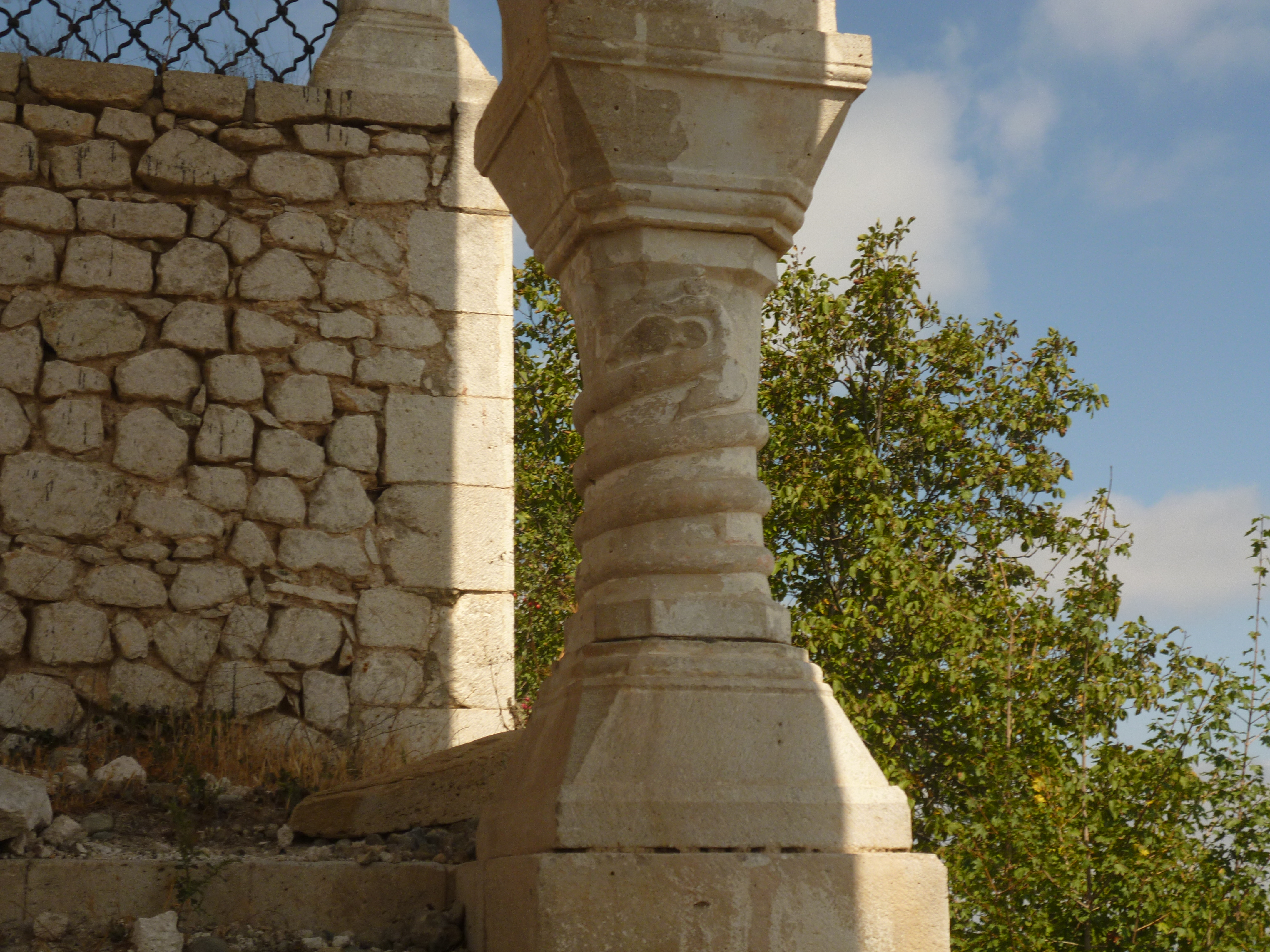
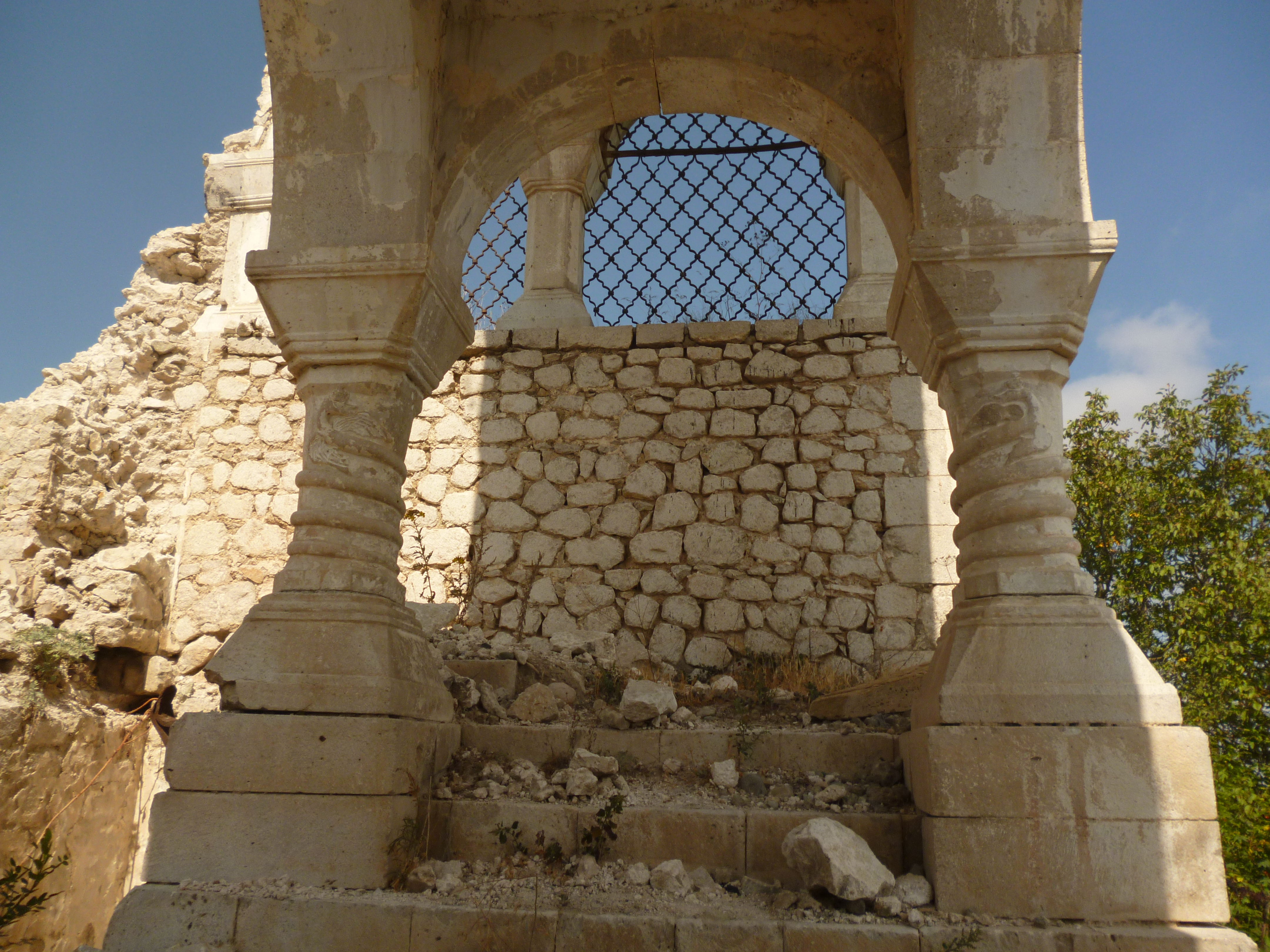
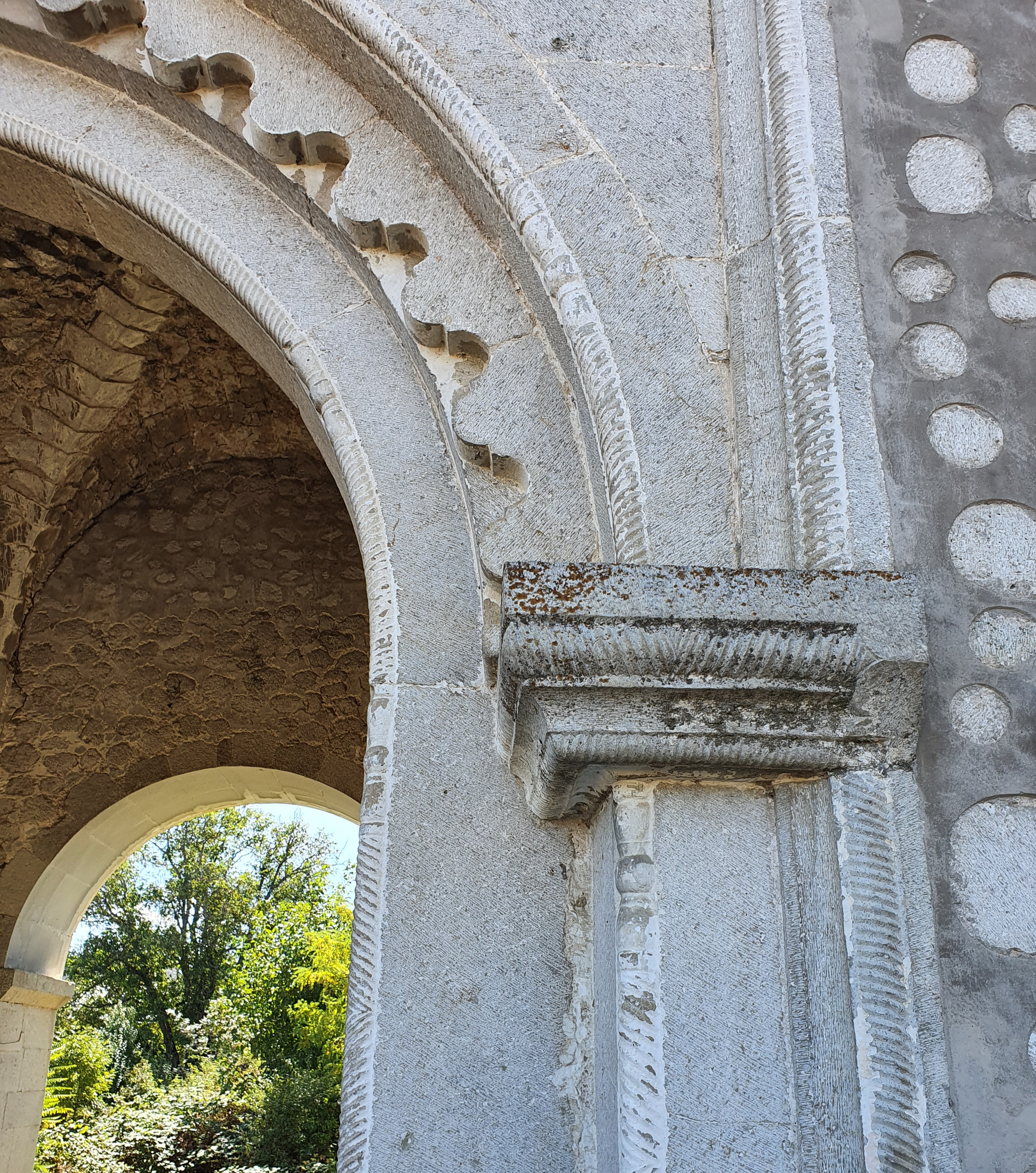
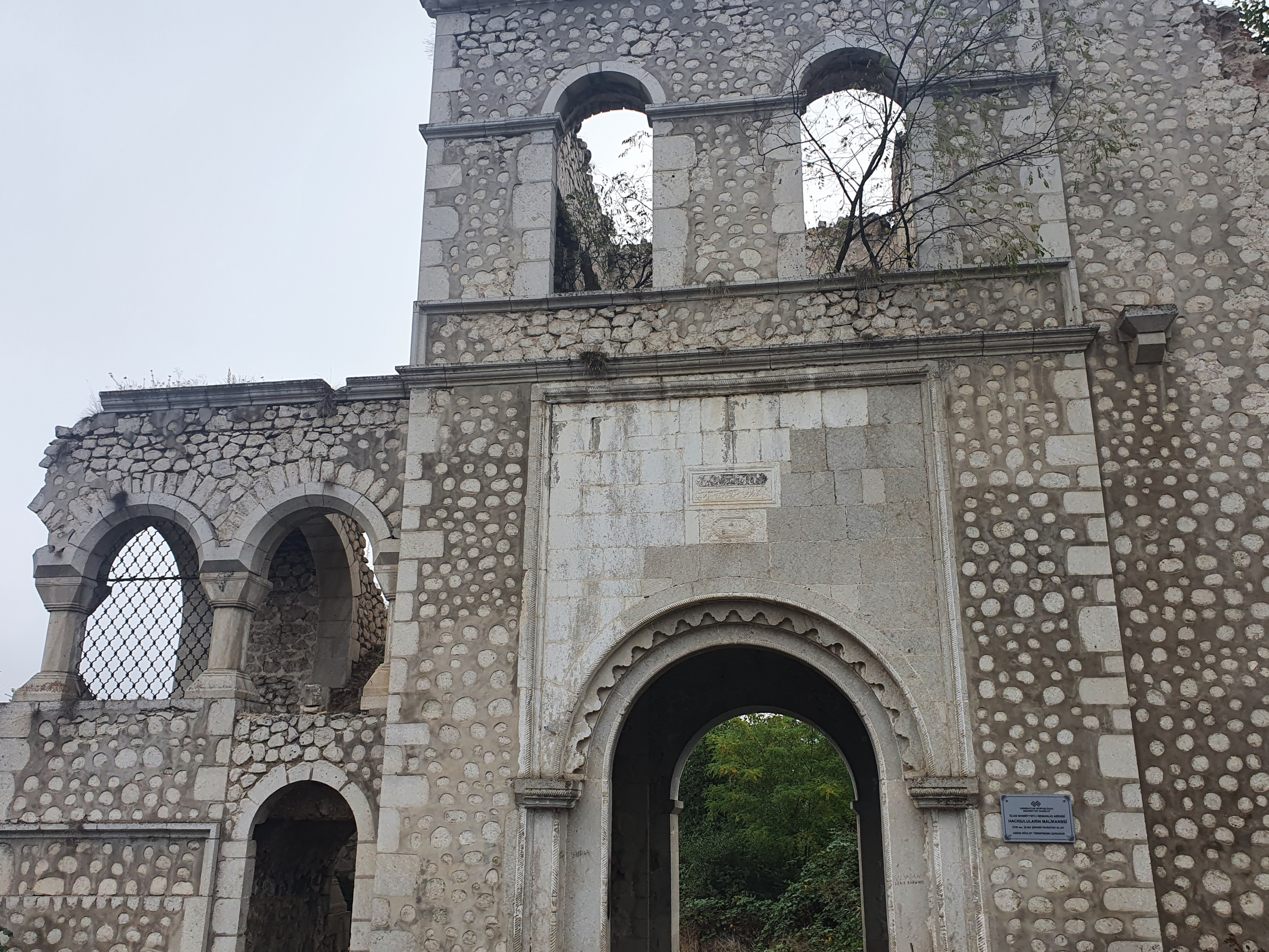
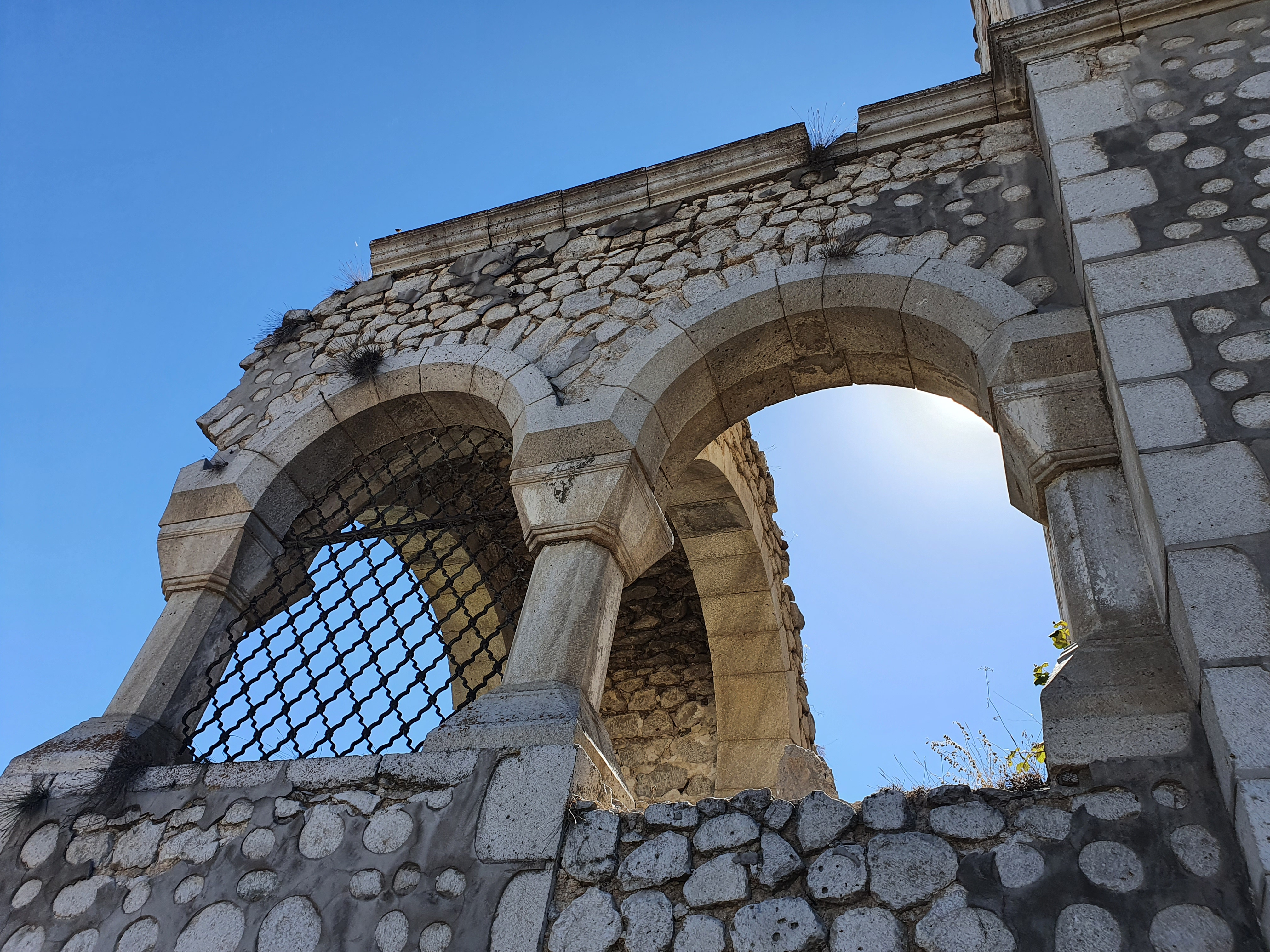
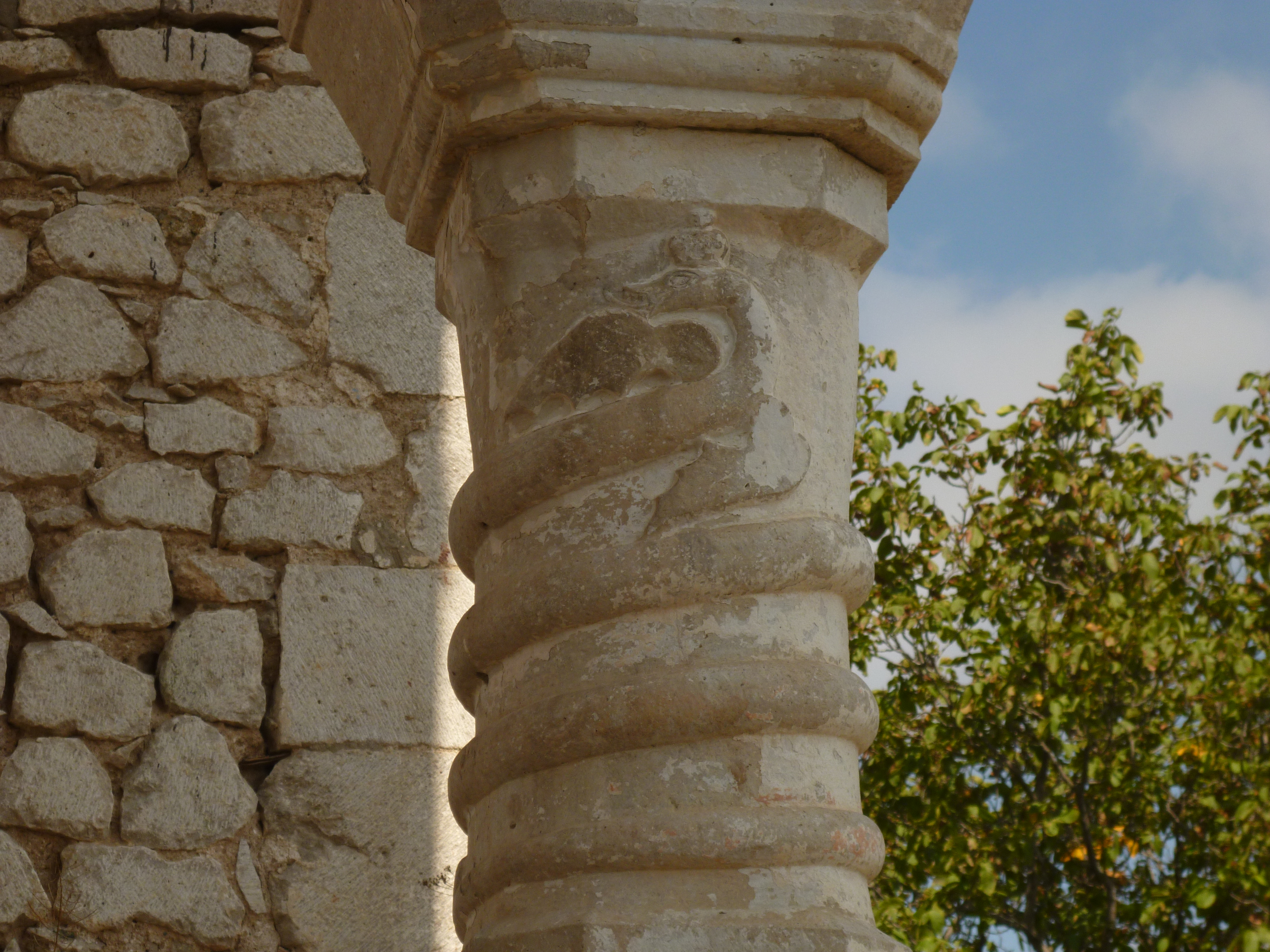

Состояние дворца в 2021 году: